# مارتين هايرر
مارتين هايرر (بالألمانية: Martin Hairer) مواليد 14 نوفمبر 1975 في جنيف. هو رياضياتي نمساوي يعمل في مجال حساب التفاضل والتكامل العشوائيّ، خاصة في المعادلة التفاضلية الجزئية العشوائية.
وهو حالياً بروفيسور الكرسي الملكي للرياضيات في جامعة ورك، بعد أن شغل سابقاً منصب في معهد كورانت في جامعة نيويورك، وحصل على جائزة فيلدز في أغسطس 2014، وعلى جائزة الملك فيصل العالمية في العلوم سنة 2022 بالتشارك مع الرياضياتي التونسي نادر المصمودي.

## تعليمه
تلقى مارتين هايرر تعليمه الجامعي في جامعة جنيف، وحصل على الدكتوراه منها تحت إشراف البروفيسور جان بيير إيكمان سنة 2001.